# 3741 Rogerburns
3741 Rogerburns (1981 EL19) là một tiểu hành tinh vành đai chính được phát hiện ngày 2 tháng 3 năm 1981 bởi S. J. Bus ở Siding Spring.